# Denis Gojko
Denis Gojko (ur. 16 lutego 1998 w Gliwicach) – polski piłkarz grający na pozycji pomocnika.

## Kariera
Karierę rozpoczynał w juniorskich drużynach Piasta Gliwice. W pierwszym zespole Piasta w Ekstraklasie zadebiutował 6 maja 2017 roku w wygranym 2:0 meczu ze Śląskiem Wrocław. 20 maja 2017 w wygranym przez Piasta 2:1 meczu z Górnikiem Łęczna strzelił pierwszego gola w Ekstraklasie. W rundzie jesiennej sezonu 2018/19 wystąpił w pięciu meczach. 
21 grudnia 2018 r. został wypożyczony do Stali Mielec. W styczniu 2020 r. podpisał kontrakt z pierwszoligową drużyną Wigier Suwałki. W lipcu 2022 r. dołączył do trzecioligowej Olimpii Grudziądz. W styczniu 2023 r. został zawodnikiem Skry Częstochowa.
Występował w młodzieżowych Reprezentacjach Polski.

## Sukcesy

### Piast Gliwice
- Mistrzostwo Polskiː 2018/2019